# Stiria argyropolia
Stiria argyropolia är en fjärilsart som beskrevs av Dyar 1914. Stiria argyropolia ingår i släktet Stiria och familjen nattflyn. Inga underarter finns listade i Catalogue of Life.